# 特奧多爾·歐斯塔赫 (普法爾茨-蘇爾茨巴赫)
特奧多爾·歐斯塔赫（德語：Theodor Eustach，1659年2月14日—1732年7月11日），普法爾茨-蘇爾茨巴赫伯爵，1708年至1732年在位。

## 家庭
1692年，特奧多爾·歐斯塔赫與黑森-羅滕堡的瑪麗亞·艾蕾諾爾結婚，兩人共有2子4女：
1. 瑪麗亞·安娜（德语：Maria Anna Amalia Auguste von Pfalz-Sulzbach）（1693年—1762年）
2. 約瑟夫·卡爾（1694年—1729年）
3. 法蘭西絲卡·克莉絲汀（1696年—1776年）
4. 恩尼絲汀·特奧多拉（英语：Countess Palatine Ernestine of Sulzbach）（1697年—1775年）
5. 約翰·克里斯蒂安（1700年—1733年）
6. 安娜·克莉絲汀（1704年—1723年）